# Kyōgen
Kyōgen (jap. 狂言; dosł. szalone słowa) – jedna z form klasycznego teatru japońskiego. Przedstawienia kyōgen mają charakter realistycznej farsy, odzwierciedlającej życie codzienne i społeczne. Głównymi bohaterami są stereotypowe postacie komediowe, jak głupi pan i jego mądry sługa, tchórzliwy wojownik, czy skorumpowany kapłan. Aktorzy posługują się grą słów, satyrą, zaskakującą charakteryzacją i przesadnymi gestami. Większość utworów trwa około 15–20 minut i angażuje dwóch lub trzech aktorów.

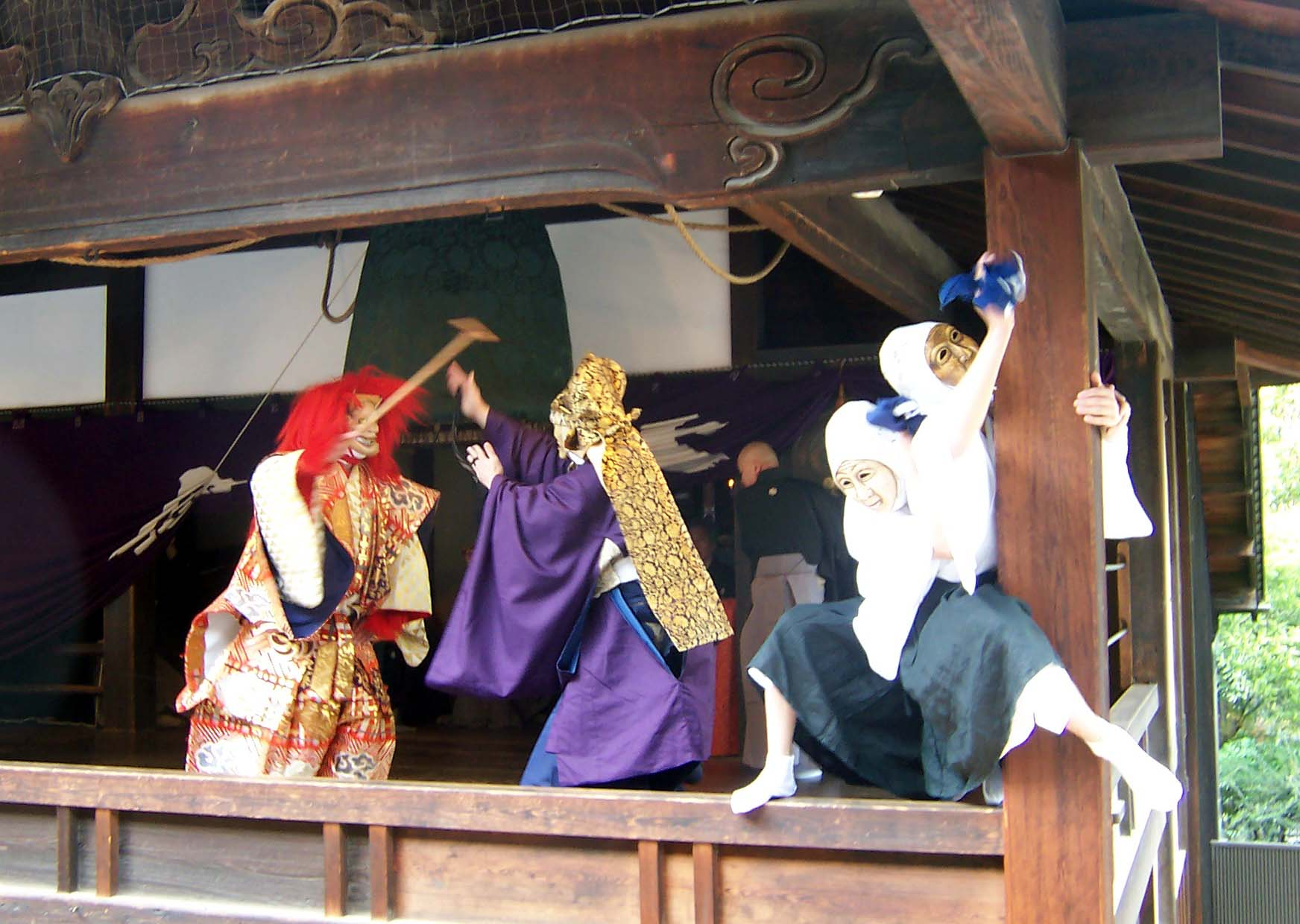
Sztuka kyōgen w świątyni buddyjskiej Mibu w Kioto, 2006 r.

Tradycyjnie sztuki te grane są jako interludia między spektaklami nō (wystawianymi w serii pięciu przedstawień). 
Chociaż geneza kyōgen pozostaje niejasna, tradycyjnie przypisuje się tej formie pochodzenie od komicznych elementów zawartych w sarugaku, związanych bardziej z dialogiem i improwizacją niż z tańcem. Pierwsze tego typu spektakle pojawiły się już w XI wieku, wprowadzając charakterystyczne elementy kyōgen: brak akompaniamentu muzycznego, skupienie się na geście aktora scenicznego, a także melorecytacji (serifu) zamiast śpiewu. Częstym elementem jest również krótki taniec (komai), tańczony do śpiewanego akompaniamentu.
Zachowały się zarówno podręczniki teoretyczne opisujące podstawy kyōgen, jak i publikowane od XVI wieku zbiory utworów. Podobnie do nō, tu również można wyróżnić szereg kategorii dramatów, dzielonych zwykle w zależności od osoby bohaterów (o dobrych sługach, o demonach i egzorcystach, o ślepych mnichach itp.). Najstarszy zbiór tekstów lub ich streszczeń pochodzi z 1578 r. (Tenshō kyōgembon – Księga fars ery Tenshō). Dopiero w XVII w. powstało kilka zbiorów kyōgen, dzięki czemu zachowało się dwieście kilkadziesiąt sztuk.
W kyōgen, kształtowanym wraz z nō, obecny jest znamienny całemu klasycznemu teatrowi japońskiemu zakaz występowania na scenie kobiet, co wiązało się z rozkwitem tego gatunku w czasie dominacji kultury samurajskiej oraz patronatem i szczególną opieką, jakimi otaczali obie te formy teatralne samuraje.